# Мельц
Мельц (нем. Melz) — община в Германии, в земле Мекленбург-Передняя Померания.
Входит в состав района Мюриц. Подчиняется управлению Рёбель-Мюриц.  Население составляет 366 человек (на 31 декабря 2010 года). Занимает площадь 17,94 км².